# فيروزي (خرم بيد)
فيروزي (بالفارسية: فیروزی) هو قرية صغيرة موجود في الإقليم فارس بمقاطعة خرم بيد في البلدة مشهد مرغاب بمنطقة شهيد آباد في إيران، عدد سكانه في 2006 كان 69 نسمة.